# Tysfjord
Tysfjord (en noruec) o Divtasvuona (en sami de Lule) és un municipi situat al comtat de Nordland, Noruega. Té 1.974 habitants (2016) i la seva superfície és de 1,464.03 km².